# 노선도

위상 기하학에 근거한 노선도 예 (모스크바 지하철)

노선도(路線圖)는 철도 · 버스와 도로, 송전선 등의 노선 시설 (정류장 등)의 연결 · 배치 관계를 상대적으로 나타낸 도표이다.
노선도는 버스, 전차, 고속 대중 교통, 통근 열차 또는 페리 노선 등 대중 교통 시스템 내의 경로와 역을 설명하는 데 사용되는 개략도 형태의 지도이다. 주요 구성 요소는 각 경로 또는 서비스를 나타내는 색으로 구분된 선이며 역 또는 정류장을 나타내는 이름이 지정된 아이콘이 있다.
노선도는 대중교통 차량, 플랫폼 또는 인쇄된 시간표에서 볼 수 있다. 주요 기능은 사용자가 대중 교통 시스템을 효율적으로 사용하도록 돕는 것이다. 스테이션(station)은 어떤 역이 노선 간 환승 역할을 하는지를 포함한다. 기존 지도와 달리 노선도는 일반적으로 지리적으로 정확하지 않다. 대신 직선과 고정된 각도를 사용하고 종종 역 사이의 고정된 거리를 표시하여 시스템의 외부 영역에 있는 것은 압축하고 중앙에 가까운 것은 확장한다.

## 같이 보기
- 도로지도